# El Copé
El Copé es un comunidad  del distrito de La Pintada en la provincia de Coclé, República de Panamá; en 2010 comprendía una población de 1.425 habitantes. La "Estación Biológica La MICA" se encuentra en su proximidad. 
El Copé es un pequeño pueblo pintoresco,  de gente laboriosa,  clima agradable y fresco . Se cultiva la naranja y el café y sus pobladores se dedican en su mayoría a las actividades agrícolas . 
Su nombre se originó debido a que había una gran abundancia del reconocido árbol Copey o también conocido como Clusia Rosea en el lugar. Entonces fueron los mismos pobladores quienes se encargaron de darle el nombre El Copé, ya que cada vez que se dirigían a la comunidad decían "vamos al copey." Luego de un tiempo esta frase la acortarían a "vamos al copé" y de esta manera se generó el nombre, El Copé.
Cuenta con servicios de luz eléctrica,  telefonía fija y móvil,  agua potable,  calles asfaltadas, transporte selectivo y colectivo o público de rutas internas (Copé-Bajo Grande,  Copé -Marta,  Copé Barrigón), y rutas en provincia (Copé -Penonomé,  Copé-Aguadulce) así como la ruta Copé-Panamá. También cuenta con un Centro de Salud,  escuela primaria (C.E.B.G. El Copé ) y escuela secundaria (I.P.T.El Copé ), puesto de Policía,  fondas/restaurantes, sitios de hospedaje,  Mini Supermercados, farmacia, así como Iglesias de diferentes congregaciones religiosas. 
Entre los atractivos turísticos que podemos encontrar en El Copé y áreas vecinas podemos mencionar: 
El parque nacional G.D. Omar Torrijos H.: está ubicado en las tierras altas de la cordillera central, entre los océanos Atlántico y Pacífico, comunidad de Barrigón en la provincia de Coclé. La entrada hacia este parque nacional se ubica unos minutos después de pasar por Penonomé, antes de llegar al Caño, entrando por la comunidad de La Candelaria,  Río Grande. El Parque conjuga una biodiversidad de flora y fauna en una superficie de 25 mil 274 hectáreas de bosque lluvioso con especies endémicas y exclusivas de la región montañosa. 
Otro atractivo turístico natural es El Chorro Las Yayas: se llaman así por una antigua leyenda la comunidad de Barrigón que trata sobre tres mujeres. Según los residentes, que hacen resonancia de estas costumbres que se transmiten verbalmente de generación en generación, los originarios relataban que al llegar al sitio siempre veían a mujeres hermosas bañándose en sus cristalinas aguas. Las apariciones se siguieron dando por muchos años aunque no todo el mundo las podía ver, debido a ello los pobladores bautizaron al charco “Las Yayas”, como se les llamaba comúnmente a las muchachas en esa época. Las Yayas en su mayor salto se levanta sobre unos 25 metros de altura, y se puede disfrutar de las refrescantes aguas de la quebrada que alimenta las cascadas que se unen en una pequeña “totuma”, como le llaman los lugareños al sitio que utilizan como balneario.
También destaca el Cerro La Gallota desde el cual se observa el poblado de El Copé,  así como la belleza natural de las montañas de las tierras altas Coclesanas.
En cuanto a tradiciones y culturas cabe mencionar la celebración de las festividades patronales en honor al Glorioso Patriarca San José,  La conmemoración de La Semana Santa,  la realización de los desfiles en honor a la Patria y ferias o exposiciones agrícolas y artesanales.